# レッドライン (アトランタ・マルタ)
レッドライン（Red Line）は、アトランタ・マルタが運行する地下鉄路線である。北のノーススプリング駅からダウンタウン・アトランタを経由して南のエアポート駅まで通じている。

## 概要
アトランタ郊外のノーススプリングスから、サンディスプリングス、ダンウッディ、アトランタ市内を通り、イーストポイント、アトランタ国際空港までを南北に結ぶ路線である。元々ノース・サウス線と呼ばれていたのを2009年に路線を色ごとに改名した際に、レッドラインと名付けられた。ゴールドラインはリンドバーク・センター駅からエアポート駅まで乗り入れている。

## 運行形態
昼間は15分ごと（1時間に4本）に運行され、全列車が通し運転である。リンドバーク・センター駅・エアポート駅間はゴールドラインも15分毎に運行されるため、あわせて1時間に8本の運行となる。深夜（平日20時半以降、土休日20時50分以降）はノーススプリングス駅・リンドバーク・センター駅間のみの運行となり、リンドバーク・センター駅・エアポート駅間はゴールドラインのみが運行される。

## 駅一覧
| 駅                                    | 駅番号 | 開業年 | 乗り換え                       |
| ------------------------------------- | ------ | ------ | ------------------------------ |
| ノーススプリングス                    | N11    | 2000   |                                |
| サンディスプリングス                  | N10    | 2000   |                                |
| ダンウッディ                          | N9     | 1996   |                                |
| メディカル・センター                  | N8     | 1996   |                                |
| バックヘッド                          | N7     | 1996   |                                |
| リンドバーグ・センター                | N6     | 1984   | ゴールドライン（ドラビル方面） |
| アーツ・センター                      | N5     | 1982   |                                |
| ミッドタウン                          | N4     | 1982   |                                |
| ノース・アベニュー                    | N3     | 1981   |                                |
| シビック・センター                    | N2     | 1981   |                                |
| ピーチツリー・センター                | N1     | 1982   | アトランタ・ストリートカー     |
| ファイブ・ポインツ                    |        | 1981※  | ブルーライン・グリーンライン   |
| ガーネット                            | S1     | 1981   |                                |
| ウエスト・エンド                      | S2     | 1982   |                                |
| オークランド・シティ                  | S3     | 1984   |                                |
| レイクウッド/フォート・マクファーソン | S4     | 1984   |                                |
| イースト・ポイント                    | S5     | 1986   |                                |
| カレッジ・パーク                      | S6     | 1988   |                                |
| エアポート                            | S7     | 1988   |                                |

※ブルーライン・グリーンラインは1979年開業。